# Hyphessobrycon togoi
Hyphessobrycon togoi es una especie de pez de la familia Characidae en el orden de los Characiformes.

## Morfología
Los machos pueden llegar alcanzar los 5,6 cm de longitud total y las hembras 6,84.
- Número de  vértebras:35.[1]

## Hábitat
Vive en zonas de clima tropical.

## Distribución geográfica
Se encuentran en Sudamérica: río Salado y afluentes del Río de la Plata (Argentina), Uruguay y Tramandaí (río Grande del Sur, Brasil).